# Ecclesiastical History Society
A Sociedade de História Eclesiástica (EHS) é uma sociedade histórica erudita fundada em 1961 para promover o interesse e promover o estudo de todas as áreas da história da Igreja Cristã através de conferências e publicações semestrais. Os fundadores incluem C. W. Dugmore, do King's College, Universidade de Londres, Dom David Knowles (o primeiro Presidente) e W. H. C. Frend. Desde então, o EHS realiza conferências anuais com base nos temas sugeridos pelos sucessivos presidentes.
Havia uma Sociedade de História Eclesiástica durante o século XIX. A história da sociedade atual, escrita por Stella Fletcher, chama-se A Very Agreeable Society. Tanto historiadores de não-conformidade (incluindo Clyde Binfield, Geoffrey Nuttall e W.R. Ward) quanto historiadores católicos (incluindo Eamon Duffy e Bill Sheils) foram presidentes da EHS. A sociedade publica Studies in Church History, que analisa as abordagens atuais da história eclesiástica que foram apresentadas nas conferências de verão e inverno da EHS. A associação vem em duas categorias: membros e bolsistas. A Sociedade de História Eclesiástica é uma instituição de caridade registrada.
Os bolsistas da Sociedade de História Eclesiástica incluem: Rowan Williams, Isabel Rivers, Janet Nelson, Owen Chadwick, Henry Chadwick, Diarmaid MacCulloch, Geoffrey Nuttall, Walter Ullmann, Alec Vidler, Eamon Duffy, William Frend e Averil Cameron.

## Presidentes
- 1961–1963: David Knowles[7]
- 1963–1964: C. W. Dugmore
- 1964–1965: S. L. Greenslade
- 1965–1966: E. F. Jacob
- 1966–1968: A. G. Dickens
- 1968–1969: Christopher N. L. Brooke
- 1969–1970: Walter Ullmann
- 1970–1971: W. R. Ward
- 1971–1972: W. H. C. Frend
- 1972–1973: Geoffrey Nuttall
- 1973–1974: Rosalind Hill
- 1974–1975: Basil Hall
- 1975–1976: Donald Nicol
- 1976–1977: J. K. Cameron
- 1977–1978: John McManners
- 1978–1979: Robert Markus
- 1979–1980: Denys Hay
- 1980–1981: Keith Robbins
- 1981–1982: Terence Ranger
- 1982–1983: Christopher Holdsworth
- 1983–1984: G. R. Elton
- 1984–1985: Henry Chadwick
- 1985–1986: Patrick Collinson
- 1986–1987: Michael Wilks
- 1987–1988: J. A. Watt
- 1988–1989: Owen Chadwick
- 1989–1990: Claire Cross
- 1990–1991: Clyde Binfield
- 1991–1992: Barrie Dobson
- 1992–1993: David Loades
- 1993–1994: Janet Nelson
- 1994–1996: David M. Thompson
- 1996–1997: Anthony Fletcher
- 1997–1998: Stuart G. Hall
- 1998–1999: Colin Morris
- 1999–2000: Stuart Mews
- 2000–2001: Margaret Aston
- 2001–2002: Henry Mayr-Harting
- 2002–2003: Hugh McLeod
- 2003–2004: Brenda Bolton
- 2004–2005: Eamon Duffy
- 2005–2006: Averil Cameron
- 2006–2007: David W. Bebbington
- 2007–2008: Robert Swanson[8]
- 2008–2009: Bill Sheils
- 2009–2010: Andrew Louth
- 2010–2011: Sheridan Gilley
- 2011–2012: Sarah Foot
- 2012–2013: Alexandra Walsham
- 2013–2014: John Wolffe
- 2014–2015: Frances Andrews[9]
- 2015–2016: Simon Ditchfield
- 2016–2017: Stewart J. Brown
- 2017–2018: Morwenna Ludlow[10]
- 2018–2019: Rosamond McKitterick
- 2019–2020: Alec Ryrie[11]